# Кашаля
Кашаля (баш. Кәшәлә) — деревня в Мелеузовском районе Республики Башкортостан Российской Федерации. Входит в состав Нугушевского сельсовета.

## География
Находится на правом берегу реки Нугуш. Рядом с деревней в Нугуш впадает реки Кашеля, Вадраш, Угуя.

### Географическое положение
Расстояние до:
- районного центра (Мелеуз): 80 км,
- центра сельсовета (Нугуш): 40 км,
- ближайшей ж/д станции (Мелеуз): 80 км.

## История
Постановлением Всероссийского ЦИК «Об изменениях в административно-территориальном делении Башкирской АССР» от 20 февраля 1932 года «селение Кашаля, Галиакбаровского сельсовета, Бурзянского района» передано «в состав Абитского сельсовета, Мелеузовского района».

## Население
| 2002 | 2009 | 2010 |
| ---- | ---- | ---- |
| 2    | ↘1   | →1   |

Национальный состав
Согласно переписи 2002 года, преобладающая национальность — башкиры (100 %).